# Зорљаска (Олт)
Зорљаска (рум. Zorleasca) насеље је у Румунији у округу Олт у општини Ваља Маре. Oпштина се налази на надморској висини од 153 m.

## Становништво
Према подацима из 2002. године у насељу је живело 394 становника, од којих су сви румунске националности.